# Persone di nome Josef
| Questa pagina contiene informazioni ricavate automaticamente dalle voci biografiche con l'ausilio del template Bio e di un bot. L'aggiornamento è periodico e automatico e ricostruisce completamente la pagina. Se manca una persona in questa lista, sei pregato di non aggiungerla, ma accertati piuttosto che la sua voce biografica contenga il template Bio e che i dati anagrafici siano correttamente compilati. Se il template Bio manca, inseriscilo tu stesso o, in alternativa, metti l'avviso {{tmp\|Bio}} che ne segnala la mancanza. Se i dati riportati sono sbagliati, correggi direttamente la voce biografica; le modifiche saranno visibili in questa lista entro pochi giorni. Per chiarimenti vedi il progetto antroponimi. La lista contiene solo le 467 persone che sono citate nell'enciclopedia e per le quali è stato implementato correttamente il template Bio. Pagina aggiornata al 16 ott 2024. |

Questa è una lista di persone presenti nell'enciclopedia che hanno il prenome Josef, suddivise per attività principale.

## Allenatori di calcio(16)
- Josef Argauer, allenatore di calcio austriaco (Vienna, n. 1910 - Vienna, † 2004)
- Josef Fabian, allenatore di calcio e calciatore rumeno (Cluj-Napoca, n. 1923 - Cascais, † 2008)
- Josef Fanta, allenatore di calcio e arbitro di calcio cecoslovacco (n. 1889 - † 1960)
- Josef Hickersberger, allenatore di calcio e ex calciatore austriaco (Amstetten, n. 1948)
- Josef Humpál, allenatore di calcio e calciatore cecoslovacco (Olomouc, n. 1918 - Neuchâtel, † 1984)
- Josef Kratochvíl, allenatore di calcio e calciatore cecoslovacco (Kladno, n. 1905 - † 1974)
- Josef Liebhardt, allenatore di calcio e calciatore austriaco (Vienna, n. 1898)
- Josef Mazura, allenatore di calcio e ex calciatore ceco (Vyškov, n. 1956)
- Josef Meissner, allenatore di calcio cecoslovacco (Mladá Boleslav, n. 1886 - Buchenwald, † 1940)
- Josef Miso, allenatore di calcio e ex calciatore slovacco (Trnava, n. 1973)
- Josef Molzer, allenatore di calcio e calciatore austriaco (Vienna, n. 1906 - Vienna, † 1987)
- Josef Smistik, allenatore di calcio e calciatore austriaco (n. 1905 - † 1985)
- Josef Stroh, allenatore di calcio e calciatore austriaco (Vienna, n. 1913 - Vienna, † 1991)
- Josef Tesař, allenatore di calcio cecoslovacco (n. 1895 - † 1976)
- Josef Uridil, allenatore di calcio e calciatore austriaco (Vienna, n. 1895 - Vienna, † 1962)
- Josef Zinnbauer, allenatore di calcio e ex calciatore tedesco (Schwandorf, n. 1970)

## Ambientalisti(1)
- Sepp Holzer, ambientalista e scrittore austriaco (Ramingstein, n. 1942)

## Antifascisti(1)
- Josef Söhngen, antifascista tedesco (Monaco di Baviera, n. 1894 - † 1970)

## Antropologi(1)
- Josef Haltrich, antropologo e scrittore rumeno (Reghin, n. 1822 - Apold, † 1886)

## Architetti(6)
- Josef Fanta, architetto ceco (Sudoměřice u Tábora, n. 1856 - Praga, † 1954)
- Josef Frank, architetto austriaco (Baden, n. 1885 - Stoccolma, † 1967)
- Josef Franke, architetto tedesco (Wattenscheid, n. 1876 - Gelsenkirchen, † 1944)
- Josef Havlíček, architetto ceco (Praga, n. 1899 - Praga, † 1961)
- Josef Hoffmann, architetto austriaco (Brtnice, n. 1870 - Vienna, † 1956)
- Josef Stenbäck, architetto e ingegnere finlandese (Alavus, n. 1854 - Helsinki, † 1929)

## Arcivescovi cattolici(3)
- Josef Karel Matocha, arcivescovo cattolico ceco (Pitín, n. 1888 - Olomouc, † 1961)
- Josef Nuzík, arcivescovo cattolico ceco (Strání, n. 1966)
- Josef Schneider, arcivescovo cattolico tedesco (Norimberga, n. 1906 - Bamberga, † 1998)

## Astronomi(1)
- Josef Aschbacher, astronomo austriaco (Ellmau, n. 1962)

## Attori(6)
- Josef Altin, attore britannico (Londra, n. 1983)
- Josef Bierbichler, attore, regista e sceneggiatore tedesco (Ambach, n. 1948)
- Josef Gielen, attore, direttore teatrale e regista tedesco (Colonia, n. 1890 - Vienna, † 1968)
- Josef Meinrad, attore austriaco (Vienna, n. 1913 - Großgmain, † 1996)
- Josef Rovenský, attore e regista ceco (Praga, n. 1894 - Praga, † 1937)
- Josef Sommer, attore tedesco (Greifswald, n. 1934)

## Attori teatrali(1)
- Josef Kainz, attore teatrale austriaco (Wieselburg, n. 1858 - Vienna, † 1910)

## Aviatori(5)
- Josef Friedrich, aviatore austro-ungarico (Cvikov, n. 1893)
- Josef Jennewein, aviatore e sciatore alpino tedesco (Sankt Anton am Arlberg, n. 1919 - Orël, † 1943)
- Josef Kiss, aviatore austro-ungarico (Pozsony, n. 1896 - Lamon, † 1918)
- Josef von Maier, aviatore austro-ungarico (Bratislava, n. 1899 - Argentina, † 1958)
- Josef Pürer, aviatore austro-ungarico (Brno, n. 1894 - Arsiero, † 1918)

## Avvocati(3)
- Fridolin Anderwert, avvocato e politico svizzero (Frauenfeld, n. 1828 - Berna, † 1880)
- Josef Escher, avvocato e politico svizzero (Sempione, n. 1885 - Berna, † 1954)
- Josef Noldin, avvocato austriaco (Salorno, n. 1888 - Bolzano, † 1929)

## Bassi(2)
- Josef Greindl, basso tedesco (Monaco di Baviera, n. 1912 - Vienna, † 1993)
- Josef Wolfgang Kainz, basso austriaco (Salisburgo, n. 1773 - Salisburgo, † 1855)

## Bobbisti(8)
- Pepi Bader, bobbista tedesco (Grainau, n. 1941 - Garmisch-Partenkirchen, † 2021)
- Josef Benz, bobbista svizzero (Zurigo, n. 1944 - Zurigo, † 2021)
- Josef Eder, ex bobbista austriaco (Innsbruck, n. 1942)
- Josef Grün, ex bobbista tedesco
- Josef Lanzendörfer, bobbista cecoslovacco (Mariánské Lázně, n. 1907 - Berchtesgaden, † 1982)
- Josef Nairz, ex bobbista austriaco (Innsbruck, n. 1936)
- Josef Oberhauser, ex bobbista austriaco (n. 1949)
- Josef Sterff, bobbista tedesco (Seeshaupt, n. 1935 - Ohlstadt, † 2015)

## Botanici(1)
- Josef Velenovský, botanico e micologo ceco (Blatná, n. 1858 - Mnichovice, † 1949)

## Canoisti(2)
- Josef Dostál, canoista ceco (Praga, n. 1993)
- Josef Holeček, canoista cecoslovacco (Říčany, n. 1921 - Praga, † 2005)

## Canottieri(3)
- Josef Kalt, canottiere svizzero (n. 1920 - † 2012)
- Josef Kloimstein, canottiere austriaco (Rufling, n. 1929 - Steyregg, † 2012)
- Josef Straka, canottiere cecoslovacco (Mělník, n. 1904 - Litoměřice, † 1976)

## Cantanti(1)
- Joesi Prokopetz, cantante, paroliere e cabarettista austriaco (Vienna, n. 1952)

## Cantautori(1)
- Josef Salvat, cantautore australiano (Sydney, n. 1987)

## Cardinali(2)
- Josef Beran, cardinale e arcivescovo cattolico ceco (Plzeň, n. 1888 - Roma, † 1969)
- Josef Frings, cardinale e arcivescovo cattolico tedesco (Neuss, n. 1887 - Colonia, † 1978)

## Cavalieri(1)
- Josef Neckermann, cavaliere tedesco (Würzburg, n. 1912 - Dreieich, † 1992)

## Cestisti(12)
- Josef du Jardin, ex cestista belga (Anversa, n. 1934)
- Josef Ezr, cestista e allenatore di pallacanestro cecoslovacco (Praga, n. 1923 - † 2013)
- Josef Fleischlinger, cestista, allenatore di pallacanestro e arbitro di pallacanestro cecoslovacco (Brno, n. 1911 - Brno, † 2013)
- Josef Jelínek, ex cestista e allenatore di pallacanestro ceco (Kutná Hora, n. 1966)
- Josef Klíma, ex cestista cecoslovacco (Karlovy Vary, n. 1950)
- Josef Klíma, cestista cecoslovacco (n. 1911 - Karlovy Vary, † 2007)
- Josef Křepela, cestista cecoslovacco (České Budějovice, n. 1924 - Sliač, † 1974)
- Josef Leja, ex cestista israeliano (Pitești, n. 1948)
- Josef Moc, cestista cecoslovacco (n. 1908 - † 1999)
- Josef Nečas, cestista cecoslovacco (Valtice, n. 1952)
- Jupp Schäfer, cestista tedesco (n. 1911)
- Josef Toms, cestista cecoslovacco (n. 1922 - † 2016)

## Chimici(3)
- Josef Herzig, chimico austriaco (Sanok, n. 1853 - Vienna, † 1924)
- Josef Mattauch, chimico austriaco (Ostrava, n. 1895 - Klosterneuburg, † 1976)
- Josef Redtenbacher, chimico austriaco (Kirchdorf an der Krems, n. 1810 - Vienna, † 1870)

## Ciclisti su strada(4)
- Josef Fischer, ciclista su strada tedesco (Neukirchen beim Heiligen Blut, n. 1865 - Monaco di Baviera, † 1953)
- Josef Fuchs, ex ciclista su strada e pistard svizzero (Unteriberg, n. 1948)
- Josef Wagner, ciclista su strada svizzero (Zurigo, n. 1916 - Bad Ragaz, † 2003)
- Josef Černý, ciclista su strada ceco (Frýdek-Místek, n. 1993)

## Combinatisti nordici(2)
- Josef Adolf, combinatista nordico cecoslovacco (Velká Úpa, n. 1898 - Viechtach, † 1951)
- Josef Heumann, ex combinatista nordico e saltatore con gli sci tedesco (n. 1964)

## Comici(1)
- Josef Hader, comico, attore e sceneggiatore austriaco (Waldhausen im Strudengau, n. 1962)

## Compositori(15)
- Josef Bárta, compositore e organista ceco (Praga - Vienna, † 1787)
- Josef Bayer, compositore austriaco (Vienna, n. 1852 - Vienna, † 1913)
- Josef Dessauer, compositore e pianista austriaco (Praga, n. 1798 - Mödling, † 1876)
- Josef Fiala, compositore, oboista e violoncellista ceco (Lohovice, n. 1748 - Donaueschingen, † 1816)
- Josef Foerster, compositore, critico musicale e scrittore ceco (Praga, n. 1859 - Nový Vestec, † 1951)
- Josef Gruber, compositore e organista austriaco (Wösendorf in der Wachau, n. 1855 - Linz, † 1933)
- Josef Labitzki, compositore, violinista e direttore d'orchestra boemo (Krásno, n. 1802 - Karlovy Vary, † 1881)
- Josef Mysliveček, compositore ceco (Praga, n. 1737 - Roma, † 1781)
- Josef Antonín Planický, compositore boemo (Manětín, n. 1691 - Frisinga, † 1732)
- Josef Schrammel, compositore e musicista austriaco (Vienna, n. 1852 - Vienna, † 1895)
- Josef Seger, compositore e organista ceco (Řepín, n. 1716 - Praga, † 1782)
- Josef Antonín Sehling, compositore ceco (Toužim, n. 1710 - Praga, † 1756)
- Josef Strauss, compositore e direttore d'orchestra austriaco (Vienna, n. 1827 - Vienna, † 1870)
- Josef Tal, compositore israeliano (Pniewy, n. 1910 - Gerusalemme, † 2008)
- Josef Franz Wagner, compositore e direttore d'orchestra austriaco (Vienna, n. 1856 - Vienna, † 1908)

## Compositori di scacchi(6)
- Josef Breuer, compositore di scacchi tedesco (Colonia, n. 1903 - Reichshof, † 1981)
- Josef Cumpe, compositore di scacchi boemo (Bohumilice, n. 1868 - † 1943)
- Josef Halumbirek, compositore di scacchi austriaco (Vienna, n. 1891 - Vienna, † 1968)
- Josef Kling, compositore di scacchi tedesco (Magonza, n. 1811 - Londra, † 1876)
- Josef Plachutta, compositore di scacchi austriaco (Zara, n. 1827 - Przemyśl, † 1883)
- Josef Pospíšil, compositore di scacchi boemo (Běstvina, n. 1861 - Praga, † 1916)

## Danzatori(1)
- Josef Nadj, danzatore e coreografo ungherese (Kanjiža, n. 1957)

## Designer(1)
- Josef Müller-Brockmann, designer svizzero (Rapperswil, n. 1914 - Unterengstringen, † 1996)

## Direttori d'orchestra(2)
- Josef Krips, direttore d'orchestra e violinista austriaco (Vienna, n. 1902 - Ginevra, † 1974)
- Josef Pasternack, direttore d'orchestra e compositore polacco (Częstochowa, n. 1881 - † 1940)

## Dirigenti sportivi(1)
- Josef Gerö, dirigente sportivo e politico austriaco (Maria-Theresiopel, n. 1896 - Vienna, † 1954)

## Discoboli(1)
- Josef Waitzer, discobolo, giavellottista e multiplista tedesco (Monaco di Baviera, n. 1884 - Korbach, † 1966)

## Drammaturghi(2)
- Joseph Alois Gleich, drammaturgo e letterato austriaco (Vienna, n. 1772 - Vienna, † 1841)
- Josef Kajetán Tyl, drammaturgo e attore teatrale ceco (Kutná Hora, n. 1808 - Plzeň, † 1856)

## Economisti(1)
- Josef Tošovský, economista e politico ceco (Náchod, n. 1950)

## Filologi(2)
- Josef Dobrovský, filologo, storico e slavista ceco (Darmoty, n. 1753 - Brno, † 1829)
- Josef Ettlinger, filologo, critico letterario e traduttore tedesco (Karlsruhe, n. 1869 - Francoforte, † 1912)

## Filosofi(2)
- Josef Hoene-Wronski, filosofo polacco (Wolsztyn, n. 1776 - Neuilly-sur-Seine, † 1853)
- Josef Pieper, filosofo tedesco (Rheine, n. 1904 - Münster, † 1997)

## Fisici(2)
- Josef Lense, fisico austriaco (Vienna, n. 1890 - Monaco di Baviera, † 1985)
- Josef Stefan, fisico austriaco (St. Peter, n. 1835 - Vienna, † 1893)

## Fondisti(3)
- Josef Haas, fondista svizzero (Marbach, n. 1937 - Marbach, † 2024)
- Josef Schreiner, fondista tedesco
- Josef Wenzl, fondista tedesco (Zwiesel, n. 1984)

## Fotografi(3)
- Josef Albert, fotografo tedesco (Monaco di Baviera, n. 1825 - Monaco di Baviera, † 1886)
- Josef Koudelka, fotografo ceco (Boskovice, n. 1938)
- Josef Sudek, fotografo cecoslovacco (Kolín, n. 1896 - Praga, † 1976)

## Funzionari(2)
- Josef Altstötter, funzionario tedesco (Bad Griesbach im Rottal, n. 1892 - Norimberga, † 1979)
- Josef Bühler, funzionario tedesco (Bad Waldsee, n. 1904 - Cracovia, † 1948)

## Generali(7)
- Josef Dietrich, generale tedesco (Hawangen, n. 1892 - Ludwigsburg, † 1966)
- Josef Fitzthum, generale austriaco (Loimersdorf, n. 1896 - Wiener Neudorf, † 1945)
- Josef Wilhelm von Gallina, generale austro-ungarico (Graz, n. 1820 - Vienna, † 1883)
- Josef Harpe, generale tedesco (Buer-Mitte, n. 1887 - Norimberga, † 1968)
- Josef Philippovich von Philippsberg, generale austriaco (Gospić, n. 1818 - Praga, † 1889)
- Josef Reichert, generale tedesco (Burgfeld, n. 1891 - Gauting, † 1970)
- Josef von Ringelsheim, generale austriaco (Salisburgo, n. 1820 - Graz, † 1893)

## Gesuiti(1)
- Josef Andreas Jungmann, gesuita e teologo austriaco (Campo Tures, n. 1889 - Innsbruck, † 1975)

## Ginecologi(2)
- Josef Albert Amann, ginecologo tedesco (Monaco di Baviera, n. 1866 - Costanza, † 1919)
- Josef Servas d'Outrepont, ginecologo tedesco (Malmedy, n. 1775 - † 1845)

## Ginnasti(3)
- Josef Stalder, ginnasta svizzero (n. 1919 - Lucerna, † 1991)
- Josef Walter, ginnasta svizzero (n. 1901 - Zurigo, † 1973)
- Josef Wilhelm, ginnasta svizzero (n. 1892 - † 1956)

## Giocatori di football americano(1)
- Josef Janota, giocatore di football americano ceco (n. 2000)

## Giornalisti(1)
- Josef Rampold, giornalista, scrittore e alpinista italiano (Vipiteno, n. 1925 - Bolzano, † 2007)

## Giuristi(1)
- Josef Kohler, giurista tedesco (Offenburg, n. 1849 - Charlottenburg, † 1919)

## Grammatici(1)
- Josef Faustino Perles y Campos, grammatico spagnolo

## Hockeisti su ghiaccio(6)
- Josef Augusta, hockeista su ghiaccio ceco (Havlíčkův Brod, n. 1946 - Jihlava, † 2017)
- Josef Beránek, ex hockeista su ghiaccio ceco (Litvínov, n. 1969)
- Josef Horešovský, ex hockeista su ghiaccio ceco (Žilina u Kladna, n. 1946)
- Josef Straka, hockeista su ghiaccio ceco (Jindřichův Hradec, n. 1978)
- Josef Vašíček, hockeista su ghiaccio ceco (Havlíčkův Brod, n. 1980 - Jaroslavl', † 2011)
- Josef Černý, ex hockeista su ghiaccio ceco (Rožmitál pod Třemšínem, n. 1939)

## Imprenditori(4)
- Sepp Angerer, imprenditore tedesco (n. 1899 - † 1961)
- Josef Leonhard Bernold, imprenditore, giudice e politico svizzero (Walenstadt, n. 1809 - Berna, † 1872)
- Josef Rodenstock, imprenditore tedesco (Erzhausen, n. 1846 - Erl, † 1932)
- Joe Weider, imprenditore, editore e dirigente sportivo canadese (Montréal, n. 1919 - Los Angeles, † 2013)

## Ingegneri(3)
- Josef F. Blumrich, ingegnere austriaco (Steyr, n. 1913 - Estes Park, † 2002)
- Josef Kates, ingegnere austriaco (Vienna, n. 1921 - Toronto, † 2018)
- Josef Riehl, ingegnere austriaco (Bolzano, n. 1842 - Innsbruck, † 1917)

## Inventori(1)
- Josef Ressel, inventore austriaco (Chrudim, n. 1793 - Lubiana, † 1857)

## Islamisti(1)
- Josef van Ess, islamista tedesco (Aquisgrana, n. 1934 - Tubinga, † 2021)

## Judoka(1)
- Josef Reiter, ex judoka austriaco (Niederwaldkirchen, n. 1959)

## Librettisti(1)
- Josef Karl Bernard, librettista e giornalista austriaco (Horatitz - Vienna, † 1850)

## Lottatori(2)
- Josef Klapuch, lottatore cecoslovacco (Zbyslavice, n. 1906 - Praga, † 1985)
- Josef Růžička, lottatore cecoslovacco (Praga, n. 1925 - Praga, † 1986)

## Marciatori(1)
- Josef Doležal, marciatore cecoslovacco (Příbram, n. 1920 - Praga, † 1999)

## Medaglisti(1)
- Josef Kaiser, medaglista e scultore austriaco (Bač, n. 1954)

## Medici(4)
- Josef Breuer, medico austriaco (Vienna, n. 1842 - Vienna, † 1925)
- Josef Mengele, medico, militare e criminale di guerra tedesco (Günzburg, n. 1911 - Bertioga, † 1979)
- Josef Škoda, medico ceco (Plzeň, n. 1805 - Vienna, † 1881)
- Josef von Löschner, medico austriaco (Kadaň, n. 1809 - Velichov, † 1889)

## Militari(17)
- Josef Armberger, militare tedesco (Gugging, n. 1920 - Evreux, † 1944)
- Josef Diefenthal, militare tedesco (Euskirchen, n. 1915 - Euskirchen, † 2001)
- Jozef Gabčík, militare e partigiano cecoslovacco (Rajecké Teplice, n. 1912 - Praga, † 1942)
- Josef Gangl, militare tedesco (Obertraubling, n. 1910 - Itter, † 1945)
- Josef Hirtreiter, militare tedesco (Bruchsal, n. 1909 - Francoforte sul Meno, † 1978)
- Josef Jacobs, militare e aviatore tedesco (Kreuzkapelle, n. 1894 - Monaco di Baviera, † 1978)
- Josef Klehr, militare tedesco (Langenau, n. 1904 - Leiferde, † 1988)
- Josef Kollmer, militare e poliziotto tedesco (Händlern, n. 1901 - Cracovia, † 1948)
- Josef Kramer, militare tedesco (Monaco di Baviera, n. 1906 - Hameln, † 1945)
- Josef Meisinger, militare tedesco (Monaco di Baviera, n. 1899 - Varsavia, † 1947)
- Josef Oberhauser, ufficiale e criminale di guerra tedesco (Monaco di Baviera, n. 1915 - Monaco di Baviera, † 1979)
- Josef Ochs, militare tedesco (Schmitten im Taunus, n. 1905 - † 1987)
- Josef Römer, militare tedesco (Altenkirchen, n. 1892 - Brandeburgo sulla Havel, † 1944)
- Josef Scheungraber, militare tedesco (Monaco di Baviera, n. 1918 - Ottobrunn, † 2015)
- Josef Spacil, militare tedesco (Monaco di Baviera, n. 1907 - Amburgo, † 1967)
- Josef Speckbacher, militare austriaco (Gnadenwald, n. 1767 - Hall in Tirol, † 1820)
- Josef Philipp Vukassovich, militare croato (San Pietro del Carso, n. 1755 - Vienna, † 1809)

## Musicisti(1)
- Josef Neruda, musicista, organista e compositore ceco (Mohelno, n. 1807 - Brno, † 1875)

## Naturalisti(1)
- Maximilian Perty, naturalista, entomologo e aracnologo tedesco (Ornbau, n. 1804 - Berna, † 1884)

## Nuotatori(2)
- Hans Aniol, nuotatore e pallanuotista tedesco (Berlino, n. 1878 - Berlino, † 1945)
- Josef Tomášek, nuotatore e pallanuotista cecoslovacco (Praga, n. 1904 - Praga, † 1979)

## Orientalisti(2)
- Josef Horovitz, orientalista tedesco (Lębork, n. 1874 - Francoforte sul Meno, † 1931)
- Josef Markwart, orientalista tedesco (Reichenbach am Heuberg, n. 1864 - Berlino, † 1920)

## Ostacolisti(1)
- Josef Prorok, ostacolista e velocista ceco (Praga, n. 1987)

## Paleontologi(2)
- Josef Felix Pompeckj, paleontologo e geologo tedesco (Kolno, n. 1867 - Berlino, † 1930)
- Josef Victor Rohon, paleontologo e anatomista tedesco (n. 1845 - Praga, † 1923)

## Pallamanisti(1)
- Josef Krejci, pallamanista austriaco (n. 1911)

## Pallanuotisti(5)
- Josef Bušek, pallanuotista cecoslovacco (Praga, n. 1901 - Praga, † 1993)
- Josef Hauser, pallanuotista tedesco (n. 1910 - † 1981)
- Josef Medřický, pallanuotista cecoslovacco (Vyžlovka, n. 1908 - Praga, † 1982)
- Josef Wagner, pallanuotista austriaco (Vienna, n. 1886)
- Robert Wyss, pallanuotista e nuotatore svizzero (Basilea, n. 1901 - Basilea, † 1956)

## Pallavolisti(2)
- Josef Kozák, pallavolista e allenatore di pallavolo cecoslovacco (Zvolen, n. 1920 - Praga, † 2000)
- Josef Musil, pallavolista cecoslovacco (Kostelní Lhota, n. 1932 - Praga, † 2017)

## Personalità religiose(1)
- Josef Lanz, personalità religiosa austriaca (Penzing, n. 1874 - Vienna, † 1954)

## Pianisti(4)
- Josef Dachs, pianista austriaco (Ratisbona, n. 1825 - Vienna, † 1896)
- Josef Jelínek, pianista e compositore ceco (Sedlec-Prčice, n. 1758 - Vienna, † 1825)
- Josef Labor, pianista, organista e compositore boemo (Hořowitz, n. 1842 - Vienna, † 1924)
- Josef Lhévinne, pianista e insegnante russo (Orël, n. 1874 - New York, † 1944)

## Piloti automobilistici(4)
- Jo Gartner, pilota automobilistico austriaco (Vienna, n. 1954 - Le Mans, † 1986)
- Josef Král, pilota automobilistico ceco (Dvůr Králové nad Labem, n. 1990)
- Josef Newgarden, pilota automobilistico statunitense (Hendersonville, n. 1990)
- Josef Peters, pilota automobilistico tedesco (Düsseldorf, n. 1914 - Düsseldorf, † 2001)

## Pittori(12)
- Josef Albers, pittore tedesco (Bottrop, n. 1888 - New Haven, † 1976)
- Josef Maria Auchentaller, pittore e incisore austriaco (Vienna, n. 1865 - Grado, † 1949)
- Josef Čapek, pittore e scrittore ceco (Hronov, n. 1887 - Bergen Belsen, † 1945)
- Josef Grassi, pittore e miniatore austriaco (Vienna, n. 1757 - Dresda, † 1838)
- Josef Hoffmann, pittore austriaco (Vienna, n. 1831 - Vienna, † 1904)
- Josef Kriehuber, pittore austriaco (Vienna, n. 1800 - Vienna, † 1876)
- Josef Madlener, pittore tedesco (Memmingen, n. 1881 - Memmingen, † 1967)
- Josef Moroder-Lusenberg, pittore e scultore austro-ungarico (Ortisei, n. 1846 - Ortisei, † 1939)
- Josef Mánes, pittore ceco (Praga, n. 1820 - Praga, † 1871)
- Josef Schlotthauer, pittore tedesco (Monaco di Baviera, n. 1789 - Monaco di Baviera, † 1869)
- Josef Thoma, pittore austriaco (Vienna, n. 1828 - Vienna, † 1899)
- Josef Winterhalder, pittore tedesco (Vöhrenbach, n. 1743 - † 1807)

## Poeti(6)
- Josef Hiršal, poeta e romanziere ceco (Chomutičky, n. 1920 - Praga, † 2003)
- Josef Hora, poeta cecoslovacco (Dobříň, n. 1891 - Praga, † 1945)
- Josef Jungmann, poeta e linguista ceco (Hudlice, n. 1773 - Praga, † 1847)
- Josef Svatopluk Machar, poeta e saggista ceco (Kolín, n. 1864 - Praga, † 1942)
- Josef Julius Wecksell, poeta e drammaturgo finlandese (Åbo, n. 1838 - Helsingfors, † 1907)
- Josef Weinheber, poeta austriaco (Vienna, n. 1892 - Kirchstetten, † 1945)

## Politici(16)
- Josef Bucher, politico austriaco (Friesach, n. 1965)
- Josef Bürckel, politico tedesco (Lingenfeld, n. 1895 - Neustadt an der Weinstraße, † 1944)
- Josef Karl von Dietrichstein, politico e nobile austriaco (Vienna, n. 1763 - Vienna, † 1825)
- Josef Grohé, politico tedesco (Gemünden im Hunsrück, n. 1902 - Colonia, † 1987)
- Josef von Hudelist, politico e diplomatico austriaco (Sankt Veit an der Glan, n. 1759 - Vienna, † 1818)
- Josef Klaus, politico austriaco (Mauthen, n. 1910 - Vienna, † 2001)
- Sepp Kusstatscher, politico italiano (Villandro, n. 1947)
- Josef Müller, politico tedesco (Steinwiesen, n. 1898 - Monaco di Baviera, † 1979)
- Josef Pröll, politico austriaco (Stockerau, n. 1968)
- Josef Pühringer, politico austriaco (Traun, n. 1949)
- Josef Riegler, politico austriaco (Judenburg, n. 1938)
- Josef Anton Schobinger, politico e architetto svizzero (Lucerna, n. 1849 - Berna, † 1911)
- Josef Taus, politico austriaco (Vienna, n. 1933)
- Josef Terboven, politico tedesco (Essen, n. 1898 - Oslo, † 1945)
- Josef Winternitz, politico e economista tedesco (Oxford, n. 1896 - Londra, † 1952)
- Josef Zemp, politico svizzero (Entlebuch, n. 1834 - Berna, † 1908)

## Presbiteri(4)
- Josef Bisig, presbitero svizzero (Steinhausen, n. 1952)
- Josef Rupert Geiselmann, presbitero e teologo tedesco (Neu-Ulm, n. 1890 - Tubinga, † 1970)
- Josef Kürzinger, presbitero tedesco (Berg bei Neumarkt in der Oberpfalz, n. 1898 - Ingolstadt, † 1984)
- Josef Toufar, presbitero ceco (Arnolec, n. 1902 - Praga, † 1950)

## Pugili(3)
- Josef Miner, pugile tedesco (Breslavia, n. 1914 - Huși, † 1944)
- Josef Němec, pugile cecoslovacco (České Budějovice, n. 1933 - † 2013)
- Josef Schleinkofer, pugile tedesco (Monaco di Baviera, n. 1910 - Monaco di Baviera, † 1984)

## Rapper(1)
- Hasan, rapper ceco (Tábor, n. 1997)

## Registi(4)
- Josef von Báky, regista austro-ungarico (Zombor, n. 1902 - Monaco di Baviera, † 1966)
- Josef Fares, regista, sceneggiatore e autore di videogiochi svedese (Beirut, n. 1977)
- Josef Rusnak, regista e sceneggiatore tedesco (Tagikistan, n. 1958)
- Josef von Sternberg, regista, sceneggiatore e produttore cinematografico austriaco (Vienna, n. 1894 - Hollywood, † 1969)

## Rugbisti a 15(1)
- Joe Schmidt, rugbista a 15, allenatore di rugby a 15 e insegnante neozelandese (New Plymouth, n. 1965)

## Saltatori con gli sci(2)
- Sepp Bradl, saltatore con gli sci austriaco (Wasserburg am Inn, n. 1918 - Mühlbach am Hochkönig, † 1982)
- Josef Samek, ex saltatore con gli sci cecoslovacco (Vrchlabí, n. 1957)

## Scacchisti(1)
- Josef Krejcik, scacchista e compositore di scacchi austriaco (Vienna, n. 1885 - Vienna, † 1957)

## Scenografi(1)
- Josef Svoboda, scenografo e regista teatrale ceco (Čáslav, n. 1920 - Praga, † 2002)

## Schermidori(1)
- Josef Losert, schermidore austriaco (Wiener Neustadt, n. 1908 - Friburgo in Brisgovia, † 1993)

## Sciatori alpini(17)
- Giuseppe Augschöller, ex sciatore alpino italiano (n. 1951)
- Josef Erlacher, ex sciatore alpino italiano (n. 1965)
- Sepp Ferstl, ex sciatore alpino tedesco (Siegsdorf, n. 1954)
- Josef Ferstl, ex sciatore alpino tedesco (Traunstein, n. 1988)
- Josef Frank, ex sciatore alpino tedesco (n. 1991)
- Sepp Heckelmiller, ex sciatore alpino tedesco (Hindelang, n. 1943)
- Josef Loidl, ex sciatore alpino austriaco (Ebensee, n. 1946)
- Jos Minsch, sciatore alpino svizzero (Klosters, n. 1941 - Klosters, † 2008)
- Josef Pechtl, ex sciatore alpino austriaco (n. 1949)
- Josef Polig, ex sciatore alpino italiano (Vipiteno, n. 1968)
- Josef Rattensperger, ex sciatore alpino austriaco (n. 1959)
- Josef Schick, ex sciatore alpino tedesco (n. 1965)
- Josef Schild, ex sciatore alpino austriaco (n. 1980)
- Josef Stiegler, ex sciatore alpino e allenatore di sci alpino austriaco (Lienz, n. 1937)
- Josef Strobl, ex sciatore alpino austriaco (n. 1974)
- Josef Walcher, sciatore alpino austriaco (Schladming, n. 1954 - Schladming, † 1984)
- Sepp Wildgruber, ex sciatore alpino tedesco (Oberaudorf, n. 1959)

## Scrittori(3)
- Josef B. Malina, scrittore e sceneggiatore austriaco
- Josef Ponten, scrittore tedesco (Raeren, n. 1883 - Monaco di Baviera, † 1940)
- Josef Škvorecký, scrittore ceco (Náchod, n. 1924 - Toronto, † 2012)

## Scultori(6)
- Bernhard Bleeker, scultore tedesco (Münster, n. 1881 - Monaco di Baviera, † 1968)
- Josef Henselmann, scultore tedesco (Laiz, n. 1898 - Monaco di Baviera, † 1987)
- Josef Valentin Kassin, scultore austriaco (St. Ruprecht ― Klagenfurt, n. 1856 - Vienna, † 1931)
- Josef Kostner, scultore, disegnatore e poeta italiano (Ortisei, n. 1933 - Ortisei, † 2017)
- Josef Václav Myslbek, scultore ceco (Praga, n. 1848 - † 1922)
- Josef Thorak, scultore e artigiano austriaco (Salisburgo, n. 1889 - Bad Endorf, † 1952)

## Slittinisti(7)
- Josef Feistmantl, slittinista austriaco (Absam, n. 1939 - † 2019)
- Josef Fendt, ex slittinista tedesco occidentale (Berchtesgaden, n. 1947)
- Josef Isser, ex slittinista e ex bobbista austriaco (Matrei in Osttirol, n. 1926)
- Josef Lenz, slittinista tedesco (Schönau am Königssee, n. 1935 - † 2023)
- Sigisfredo Mair, slittinista italiano (Dobbiaco, n. 1939 - Dobbiaco, † 1977)
- Josef Strillinger, ex slittinista tedesco
- Josef Thaler, ex slittinista austriaco

## Sollevatori(6)
- Josef Grafl, sollevatore austriaco (Vienna, n. 1872 - Tribuswinkel, † 1915)
- Josef Hantych, sollevatore cecoslovacco (Roudnice nad Labem, n. 1911 - † 1997)
- Josef Manger, sollevatore tedesco (Bamberga, n. 1913 - Tutzing, † 1991)
- Josef Straßberger, sollevatore tedesco (Kolbermoor, n. 1894 - Monaco di Baviera, † 1950)
- Josef Tauchner, sollevatore austriaco (Sankt Peter, n. 1929 - Vienna, † 1983)
- Josef Zeman, sollevatore austriaco (Vienna, n. 1906 - † 1992)

## Storici(6)
- Josef Kalasanz von Erberg, storiografo, scrittore e botanico sloveno (Lubiana, n. 1771 - Lubiana, † 1843)
- Konstantin Jireček, storico ceco (Vienna, n. 1854 - Vienna, † 1918)
- Josef Kalousek, storico ceco (Vamberk, n. 1838 - Praga, † 1915)
- Josef Pekař, storico ceco (Turnov, n. 1870 - Praga, † 1937)
- Josef Riedmann, storico e medievista austriaco (Wörgl, n. 1940)
- Josef Šusta, storico ceco (Třeboň, n. 1874 - Praga, † 1945)

## Storici dell'arte(1)
- Josef Strzygowski, storico dell'arte tedesco (Bielsko, n. 1862 - Vienna, † 1941)

## Tastieristi(1)
- Joe Zawinul, tastierista e pianista austriaco (Vienna, n. 1932 - Vienna, † 2007)

## Tennisti(1)
- Josef Čihák, ex tennista cecoslovacco (Plzeň, n. 1963)

## Teologi(1)
- Josef Hanauer, teologo e giornalista tedesco (Putzhof, n. 1913 - Ratisbona, † 2003)

## Tipografi(1)
- Josef Weiss, tipografo e editore svizzero (Romanshorn, n. 1944 - Mendrisio, † 2020)

## Tiratori a volo(1)
- Josef Panáček, tiratore a volo cecoslovacco (Staré Město, n. 1937 - † 2022)

## Tiratori di fune(2)
- Josef Krämer, tiratore di fune, ginnasta e altista tedesco (Gelsenkirchen, n. 1878 - † 1954)
- Josef Steinbach, tiratore di fune e sollevatore austriaco (Horšov, n. 1879 - Vienna, † 1937)

## Velocisti(1)
- Josef Imbach, velocista svizzero (Lyss, n. 1894 - Ginevra, † 1964)

## Vescovi cattolici(8)
- Josef Ludwig Brems, vescovo cattolico belga (Testelt, n. 1870 - Testelt, † 1958)
- Josef Clemens, vescovo cattolico tedesco (Siegen, n. 1947)
- Josef Hlouch, vescovo cattolico ceco (Lipník, n. 1902 - České Budějovice, † 1972)
- Josef Homeyer, vescovo cattolico tedesco (Harsewinkel, n. 1929 - Hildesheim, † 2010)
- Josef Ludwig Alois von Hommer, vescovo cattolico tedesco (Coblenza, n. 1760 - Treviri, † 1836)
- Josef Hrdlička, vescovo cattolico e saggista ceco (Velké Opatovice, n. 1942)
- Josef Kajnek, vescovo cattolico ceco (Kutná Hora, n. 1949)
- Josef Stangl, vescovo cattolico tedesco (Kronach, n. 1907 - Schweinfurt, † 1979)

## Vescovi vetero-cattolici(1)
- Josef Brinkhues, vescovo vetero-cattolico tedesco (Aquisgrana, n. 1913 - † 1995)

## Violinisti(7)
- Josef Benda, violinista e compositore ceco (Benátky nad Jizerou, n. 1724 - Berlino, † 1804)
- Josef Gingold, violinista e docente statunitense (Brest-Litovsk, n. 1909 - Bloomington, † 1995)
- Josef Hassid, violinista polacco (Suwałki, n. 1923 - Epsom, † 1950)
- Josef Mayseder, violinista e compositore austriaco (Vienna, n. 1789 - Vienna, † 1863)
- Josef Slavík, violinista e compositore boemo (Jince, n. 1806 - Pest, † 1833)
- Josef Suk, violinista e compositore ceco (Křečovice, n. 1874 - Benešov, † 1935)
- Josef Suk, violinista e violista ceco (Praga, n. 1929 - Praga, † 2011)

## Violoncellisti(1)
- Josef Reicha, violoncellista e compositore ceco (Chudenice, n. 1752 - Bonn, † 1795)

## Senza attività specificata(6)
- Josef Ascanio, ex taekwondoka italiano (n. 1958)
- Josef Allen Hynek, ufologo, astronomo e docente statunitense (Chicago, n. 1910 - Scottsdale, † 1986)
- Josef Lada, grafico e illustratore ceco (Hrusice, n. 1887 - Praga, † 1957)
- Josef Mayr-Nusser,  italiano (Bolzano, n. 1910 - Erlangen, † 1945)
- Josef Radetzky, feldmaresciallo austriaco (Trebnitz, n. 1766 - Milano, † 1858)
- Josef Schiller, idrologo e micologo austriaco (n. 1877 - † 1960)